# Tideresonanz
In der Ozeanographie wird das Phänomen der Tideresonanz
am besten durch die Tidebewegung in der Bay of Fundy erklärt.
Die Bucht ist deutlich weniger tief als der Ozean. Der Tiefenunterschied bedeutet eine Schelfkante am Eingang und macht die Bucht zu einem halboffenen Resonator. Die Länge der Bucht (etwa 220 km) ist gerade ein Viertel der Wellenlänge der Gezeitenwelle innerhalb der Bucht. Die Bucht ist also ein Viertel-Resonator. Zudem ist die Laufzeit der Gezeitenwelle zwischen Eintritt in und Rückkehr aus der Bucht (etwa 12 Stunden) gleich groß wie der Zeitabstand zweier aufeinanderfolgender Hochwasserstände am Buchteingang. Somit wird die rückkehrende Gezeitenwelle mit der neuen aus dem Ozean kommenden Welle überlagert. Es besteht Resonanz: die Wasserspiegelauslenkungen in der Bucht werden im Rhythmus der Tide verstärkt. Dadurch und wegen der Reduzierung der Wellengeschwindigkeit, die durch die abnehmende Wassertiefe in der Bucht verursacht wird, kann der Tidenhub im Inneren der Fundy-Bucht bei Springflut bis auf 16 m anwachsen; bei einer Sturmflut wurden gar 21 m gemessen.